# Фрадкин, Илья Моисеевич
Илья́ Моисе́евич Фра́дкин (7 декабря 1914, Москва, Российская империя — 27 марта 1993) — советский и российский литературовед и литературный критик. Доктор филологических наук (1967), член Союза писателей СССР (1953).

## Биография
Илья Фрадкин в 1937 году окончил Московский государственный педагогический институт им. В.И. Ленина, работал в ВОКС (1940—1941). Участвовал в Великой Отечественной войне;после её окончания, в чине майора, работал в Советской военной администрации (СВАГ) в Берлине (1945—1947) — был, как говорили в те годы немцы, «культурофицером»: в Управлении пропаганды СВАГ, в отделе культуры, который возглавлял Александр Дымшиц, Фрадкин ведал делами театра. Знакомый с творчеством Бертольта Брехта ещё по довоенным переводам Сергея Третьякова, Фрадкин непосредственно выдавал разрешение Г. Ваненгейму на постановку в Немецком театре пьесы «Мамаша Кураж и её дети», которая оказалась под подозрением как «пацифистская» и «фаталистическая».
Позже Фрадкин стал одним из первых советских брехтоведов и, по мнению немецкого биографа Брехта Эрнста Шумахера, одним из лучших пропагандистов и истолкователей его творчества. Помимо работы «Бертольт Брехт: Путь и метод», одной из первых биографий драматурга в СССР, Фрадкину принадлежат и переводы многих его сочинений.
В 1947—1952 преподавал в Военном институте иностранных языков, в 1954—1957 — в Мичуринском пединституте. В 1954 году защитил кандидатскую диссертацию «Германское антифашистское сопротивление и современная немецкая литература».
С 1957 года был научным сотрудником Институт мировой литературы АН СССР, специалистом главным образом в области немецкой литературы. В 1965 году защитил докторскую диссертацию «Бертольт Брехт. Путь и метод».
Награждён орденом Отечественной войны II степени, орденом Красной Звезды, медалями. Лауреат Государственной премии ГДР им. бр. Гримм (1982).
Выступил в качестве редактора, автора вступительной статьи и предисловия перевода книги Генри Пиккера «Застольные разговоры Гитлера» на русский язык.
Был женат на литературоведе Инне Тертерян.

## Сочинения
- Литература новой Германии: Статьи и очерки. — М., 1959.
- Бертольт Брехт: Путь и метод. — М., 1965.
- Реставраторы орла и свастики: О неофашистской литературе в ФРГ. — М., 1971.

### Научная редакция
- Пикер Г. Застольные разговоры Гитлера = Hitlers Tischgespräche im Führerhauptquartier 1941—1942 / Пер. с нем. И. В. Розанова. Общ. ред., вступ. ст. и предисл. И. М. Фрадкина. — Смоленск: Русич, 1993. — 485 с. — ISBN 5-88590-084-1.